# Tomonobu Yokoyama
Tomonobu Yokoyama (jap. 横山 知伸 Yokoyama Tomonobu; ur. 18 marca 1985), zm. 4 stycznia 2024 – japoński piłkarz występujący na pozycji pomocnika

## Kariera klubowa
Od 2008 roku występował w klubach Kawasaki Frontale, Cerezo Osaka, Omiya Ardija i Hokkaido Consadole Sapporo.